# 萨斯基娅·埃斯肯

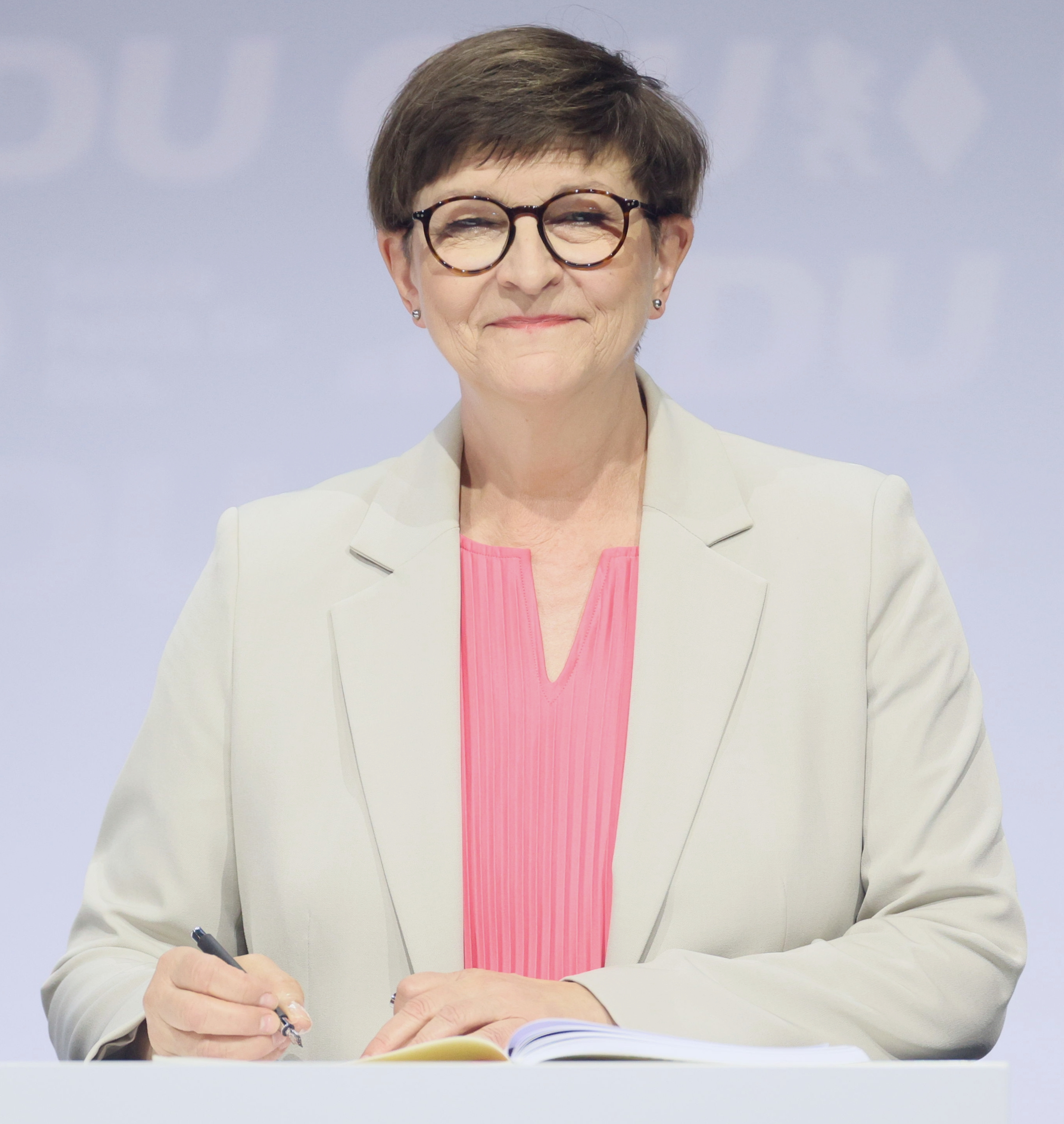

萨斯基娅·埃斯肯（德語：Saskia Esken；1961年8月28日—），德国政治家，信息技术专家，斯图加特大学肄业，目前与拉尔斯·克林拜尔一同担任社会民主党领导人。2013年起当选巴登-符腾堡州联邦议员。